# هينريتش كوهن
هينريتش كوهن (بالألمانية: Heinrich Kühn؛ بالإنجليزية: Heinrich Kühn) هو مصور ألماني وأسترالي ونمساوي، ولد في 25 فبراير 1866 في درسدن في ألمانيا، وتوفي في 9 أكتوبر 1944 في Birgitz ‏ في النمسا.

## وصلات خارجية
- هينريتش كوهن على موقع ديسكوغز (الإنجليزية)